# Мессояхский сельсовет
Мессояхский сельсовет — административно-территориальная единица, находившаяся в подчинении города окружного значения Дудинки Таймырского Долгано-Ненецкого автономного округа.

## История
Мессояхский сельсовет как административно-территориальная единица в подчинении города окружного значения Дудинки существовал до 1989 года, после 1989: до 2002 года сельская администрация посёлка Тухард, подчинённая администрации Дудинки, после 2002: администрация посёлка Тухард Усть-Енисейского района (подчинённая администрации Усть-Енисейского района).
Официально: с 1999 до 2002 года территория, подведомственная администрации города Дудинки и, с 2002 года, администрации Усть-Енисейского района.
Постановлением администрации Таймырского (Долгано-Ненецкого) автономного округа от 28 декабря 2000 года № 552 Мессояхский сельсовет официально был упразднён и утверждена администрация посёлка Тухард. Постановление было отменено 4 января 2002 года как не соответствующее законодательству..
При образовании к 1 января 2005 года Таймырского Долгано-Ненецкого муниципального района территория Мессояхского сельсовета вошла в состав территории сельского поселения Караул, но посёлок Мессояха учтён не был.
В 2010 году были приняты Закон об административно-территориальном устройстве и реестр административно-территориальных единиц и территориальных единиц Красноярского края, провозгласившие отсутствие сельсоветов в Таймырском Долгано-Ненецком и Эвенкийском районах как административно-территориальных единицах с особым статусом. В Таймырском Долгано-Ненецком автономном округе в границах сельских поселений были утверждены составные территориальные единицы, образованные сельскими населёнными пунктами.
Как единица статистического учёта сельсовет фигурировал в сборнике по результатам переписи 2002 года (часть 14. Сельские населённые пункты) наряду с сельской администрацией.
В ОКАТО сельсовет учитывался до 2011 года в подчинении Дудинки.

## Населённые пункты
| № | Населённый пункт | Тип населённого пункта          | Население |
| - | ---------------- | ------------------------------- | --------- |
| 1 | Мессояха         | посёлок                         |           |
| 2 | Тухард           | посёлок, административный центр | 814       |

### Упразднённые населённые пункты
В ОКАТО посёлок Мессояха значился до 2011 года, в ОКТМО до 2012 года.
Официальных документов об упразднении населённого пункта нет.